# Olga Biglieri
Olga Biglieri (Mortara, 15 marzo 1915 – Roma, 10 gennaio 2002) è stata una pittrice, aviatrice e giornalista italiana, conosciuta con lo pseudonimo di Barbara. Esponente dell'aeropittura, fu una delle prime aviatrici italiane e, insieme a Regina Cassolo Bracchi e Benedetta Cappa, una delle tre donne futuriste.

## Biografia
Figlia di un contadino benestante, nasce a Mortara il 15 marzo 1915 e si trasferisce a Novara nel 1926. Appassionata di volo, impara a volare, prima a vela, poi a motore, all'Aeroclub di Càmeri e prende il brevetto di pilota a soli sedici anni. A diciotto ottiene anche il brevetto per il volo a motore. Ama disegnare e si iscrive all'Accademia di Brera di Milano.
Nel 1935 conosce lo scrittore Ignazio Scurto, l'inventore, assieme allo scultore e pittore Renato Di Bosso, della cravatta futurista (un grembiulino di metallo appeso ai becchetti della camicia). Si sposano nel 1939 e hanno due figlie. 
Da tempo malata di cancro, muore il 10 gennaio del 2002, a 86 anni, nella sua abitazione a Roma.

## Il Futurismo
Conosce i futuristi e partecipa con un gruppo di artisti veronesi ad una serata futurista a Novara. È in questo ambiente che conosce quello che sarà il suo futuro marito, lo scrittore Ignazio Scurto. Marinetti la scopre per caso, vedendo un suo quadro (opera Vomito dall'aereo che fa parte di una ricerca delle proprie “sensazioni di volo”, destinata alla sua prima personale) nella vetrina di un corniciaio di Milano e la invita ad esporre alla Biennale di Venezia del 1938 dove porta l'opera L'aeroporto abbranca l'aeroplano che viene firmata "Barbara, aviatrice futurista". 
Nel 1938, Filippo Tommaso Marinetti scrive:
Il 30 marzo di quell’anno inaugura la sua prima mostra personale al Broletto. Partecipa a varie edizioni della Biennale, così come alla Quadriennale di Roma e alla Mostra d'Oltremare a Napoli. Espone alla III Mostra sindacale di Milano nel ’41 e ancora alla Biennale di Venezia nel ’42.
Illustra la copertina del romanzo L'aeroporto (Milano, La Prora, 1939) scritto dal marito, dove il personaggio di Tulliola, prende ispirazione dalla sua storia. 
In seguito alle affermazioni contenute nel Manifesto del futurismo, art.9 Noi vogliamo glorificare la guerra - sola igiene del mondo - il militarismo, il patriottismo, il gesto distruttore dei libertari, le belle idee per cui si muore e il disprezzo della donna., si dissocia dal movimento, ritenuto troppo "maschilista e dittatoriale" e, convinta pacifista, rifiuta la sua esaltazione della guerra. Nonostante questo distacco espone ancora come futurista alla Quadriennale di Roma nel ’43.
Alla fine degli anni novanta parla delle donne futuriste durante le celebrazioni in onore di Marinetti (1995) e partecipa al seminario sulle aeropittrici futuriste (1998).
A lei, "figura particolare di donna e di artista, nata come futurista e poi approdata al movimento pacifista e al femminismo, e alla sua empatica vicinanza con i testi di Luce Irigaray" è dedicata la seconda parte (la prima riguarda il Manifesto della Donna futurista di Valentine de Saint-Point del 1912) del libro Quando il futurismo è donna. Barbara dei colori di Francesca Brezzi edito da Mimesis (Milano, 2009) che ricostruisce il rapporto controverso tra il futurismo e l'universo femminile.

## Anni '60 - '70
Nel 1959 acquista una casa a Roma e riprende l'attività artistica; incoraggiata dall'incontro nel 1964 con il pittore svedese Gosta Liljestrom ritorna al primo amore e si riavvicina alla pittura, dedicandosi all’acquarello. Negli anni Settanta si accosta alla pittura di strada con la creazione di murales.

## Giornalismo
Dopo la morte del marito nel 1954, tornato debilitato dalla guerra, ed il distacco dai futuristi, che "dopo quel disastro non erano cambiati", si ritira in Val d'Ossola con le bambine e per 15 anni non dipinge più. Trova lavoro come giornalista e si occupa del settore della moda. 
Nel secondo dopoguerra, insieme alla pittura si dedica alla scrittura, pubblicando racconti per l'infanzia e preparando testi per la radio (la trasmissione radiofonica Stella Polare). Nei primi anni sessanta fonda a Roma l’agenzia di stampa "Telex-press" e organizza eventi e sfilate per diverse sartorie (B.P.D., Montecatini e Rodhiatoce). Ottiene un'udienza dal Papa per gli stilisti e fonda Le Trame d'oro, premio legato alla formazione professionale. 
Dalla fine degli anni ’70 inizia a viaggiare: Cuba, Unione Sovietica, Canada, Giappone; il suo interesse per la creatività dei bambini la porta a partecipare al Festival Internazionale dei Bambini a Yalta (1978) e al Festival Mondiale della Gioventù a Cuba (1979). 
Nel 1998 pubblica l'autobiografia Barbara dei colori, stampata dal Centro Antinoo Internazionale per l'Arte, dove rievoca il clamore che aveva suscitato la sua presenza alla Biennale del 1938: 

## L’albero della pace
Suo è l’Albero della pace, donato il 15 agosto 1986 al Museo Commemorativo di Hiroshima.
Nel 1981, impegnata in un laboratorio di pittura con i bambini, le viene chiesto dalla pacifista giapponese Machiyo Kurowama di poter partecipare all'attività mettendo l’impronta della sua mano su un rotolo telato lungo 10 metri e largo 1,80. Nasce così L’albero della pace, un insieme di mani colorate e di frasi a sostegno della pace dove intellettuali, superstiti del disastro nucleare, personaggi italiani, come Sandro Pertini e Enrico Berlinguer e premi nobel (tra i quali Rita Levi Montalcini) hanno lasciato l’impronta delle loro mani sulla tela. L’opera è stata donata al Museo della Pace di Hiroshima nel 1986. 
Per la durata di quattro mesi, la tela tornerà in Italia nell’ottobre 2002, poco dopo la sua morte, nell'ambito dell’iniziativa “CentoEventigiorni – Città della Pace”, ideata per il XXVesimo anniversario del pontificato di Giovanni Paolo II.